# Ren Yamamoto
Ren Yamamoto (født 13. maj 1997) er en japansk fodboldspiller, som spiller for den japanske fodboldklub Gainare Tottori.